# هانسر جارسا
هانسر جارسا (مواليد 10 أكتوبر 1988) هو سبّاح كوبي، مثّل بلاده في الألعاب الأولمبية الصيفية 2012.

## روابط خارجية
هانسر جارسا على موقع الاتحاد الدولي للسباحة (الإنجليزية)
- هانسر جارسا على موقع SwimRankings.net (الإنجليزية)
- هانسر جارسا على موقع اللجنة الأولمبية الدولية (الإنجليزية)
- هانسر جارسا على موقع أوليمبيديا (الإنجليزية)